# Cabdill gorjanegre
El cabdill gorjanegre (Hemitriccus granadensis) és un ocell de la família dels tirànids (Tyrannidae).

## Hàbitat i distribució
Habita la selva pluvial de les muntanyes de Colòmbia i nord de Veneçuela, cap al sud, als Andes a través de l'est de l'Equador i est del Perú fins l'oest de Bolívia.